# Stoneman by Roland Stauder

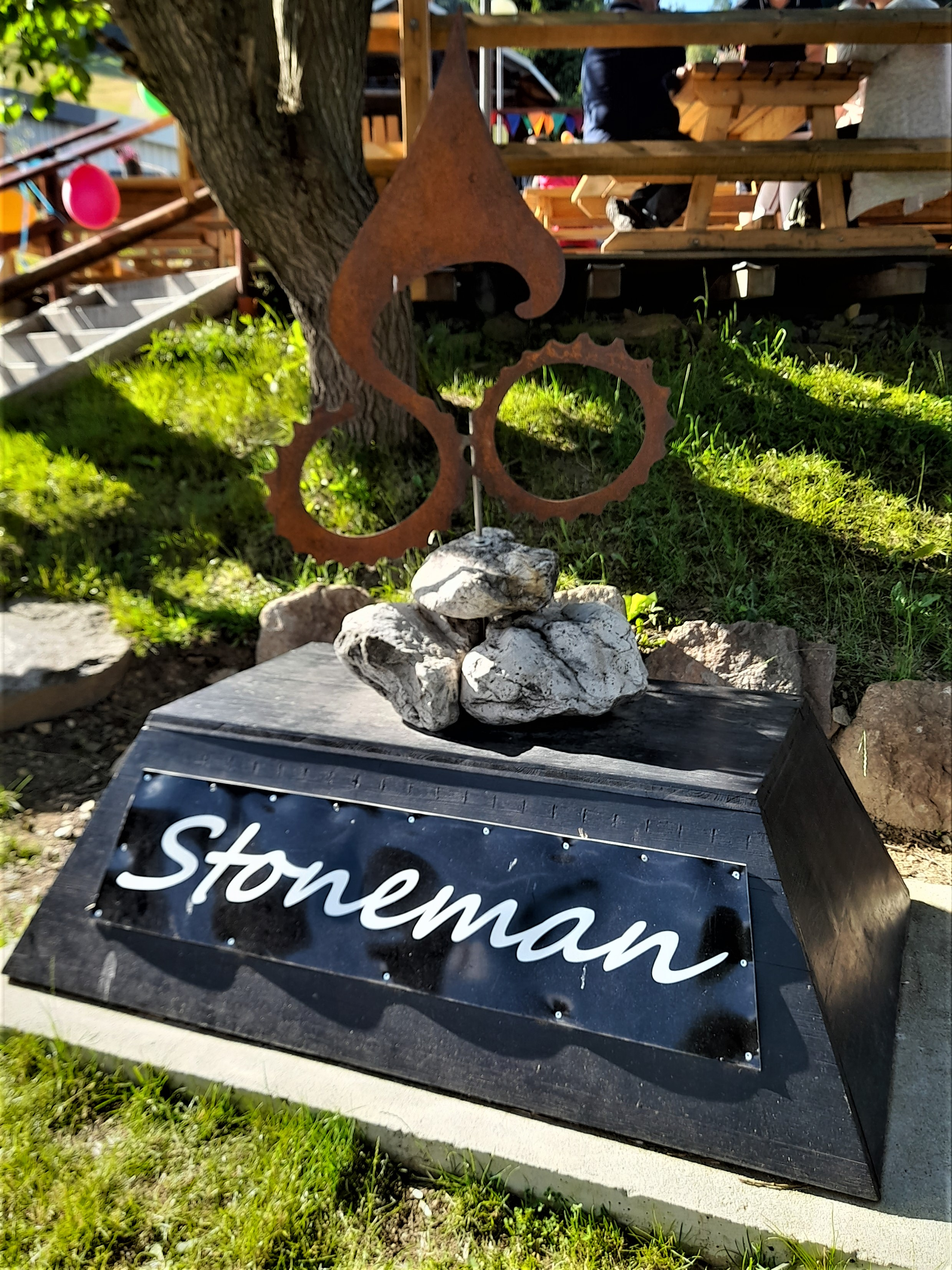
Stoneman-Monument in Oberwiesenthal

Als Stoneman by Roland Stauder werden mehrere ausgeschilderte Mountainbike- und Wanderstrecken in europäischen Mittel- und Hochgebirgen bezeichnet, die der einstige Südtiroler Mountainbike-Profi Roland Stauder initiiert hat. Die aktuellen Routen befinden sich in den Ländern Italien, Deutschland, Tschechien, Schweiz, Österreich und Belgien.

## Geschichte

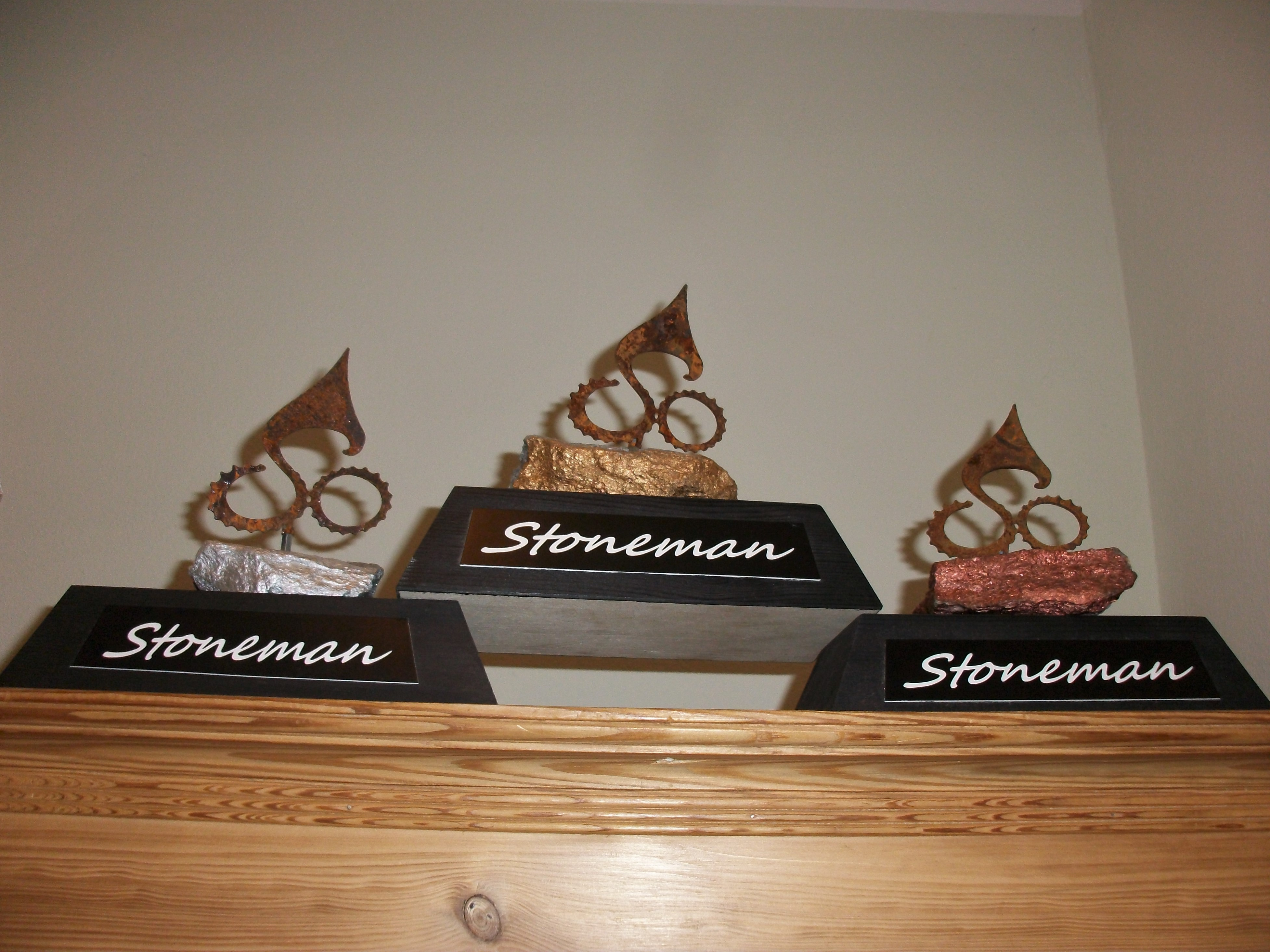
Stoneman-Trophäen bei Bezwingen der Etappen in einem, zwei oder drei Tagen

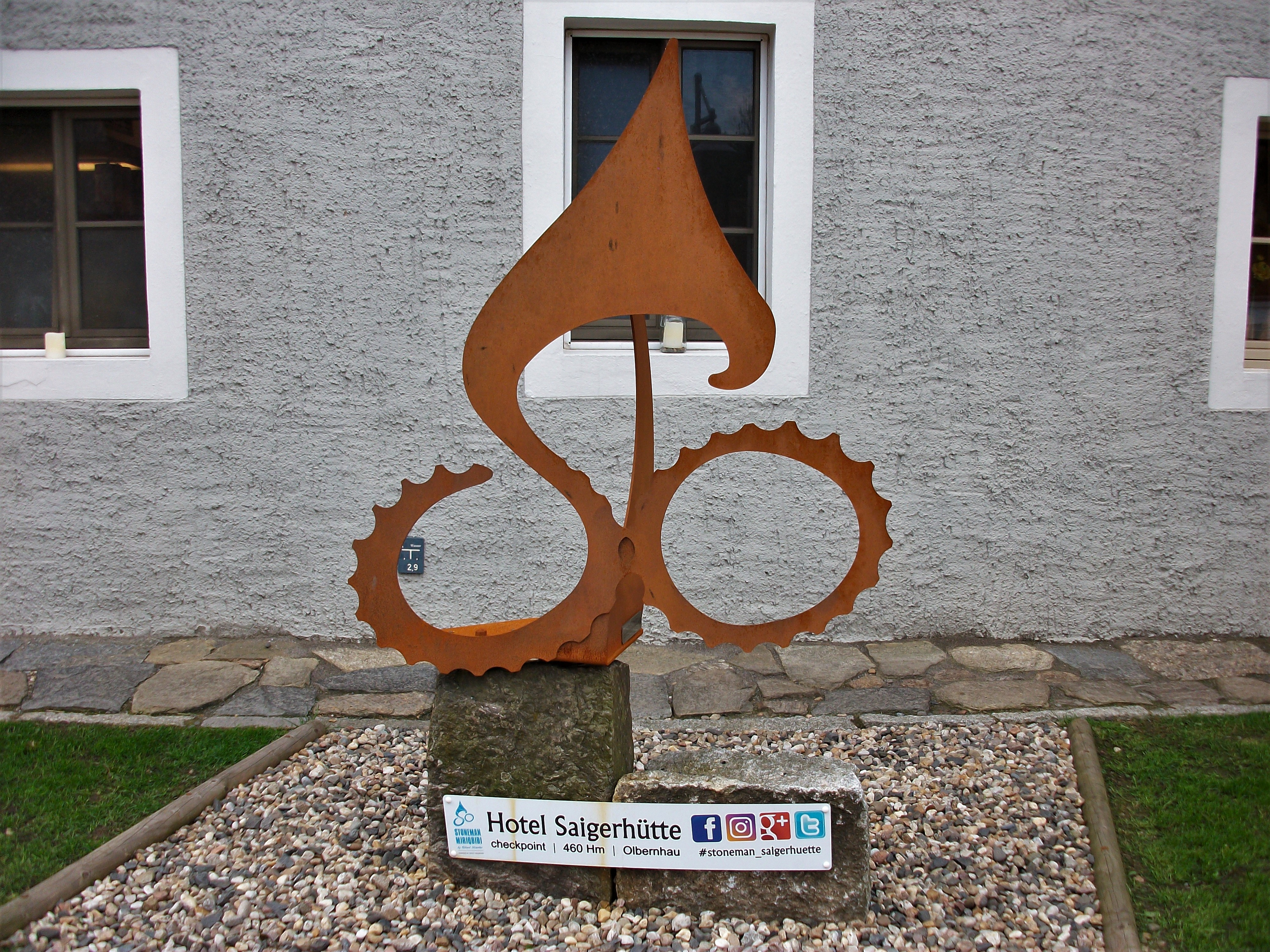
Stoneman-Monument am Hotel Saigerhütte in Grünthal (Olbernhau)

Roland Stauder blickt auf eine 21-jährige Mountainbike-Karriere zurück, in der er neben zahlreichen Siegen und Podiumsplätzen weltweit auch Gesamtsieger der UCI MTB Marathon World Series wurde. Nach dieser sehr leistungsorientierten Zeit besann sich Stauder auf seine Jugend in den Bergen und den damit verbundenen Naturerlebnissen. Dies war die Motivation für die Erschaffung der Stoneman-Strecken in den Alpen und in zwei europäischen Mittelgebirgen. Ziel der Strecken ist das sportliche Naturerlebnis in der faszinierenden Natur der Gebirgswelt, welches jährlich tausende Mountainbiker und Rennradler motiviert, die Strecken selbst zu erleben.

## Stoneman-Mountainbike-Strecken
Im Jahr 2022 existierten die folgenden Stoneman-Strecken in sechs europäischen Ländern:

### Stoneman Dolomiti
Der „Stoneman Dolomiti“, benannt nach den Dolomiten in den Alpen, befindet sich in Italien, Regionen Südtirol und Venetien und Österreich, Region Osttirol. Aufgrund der Lage in Roland Stauders Heimat war er mit dem Eröffnungsjahr 2010 der erste Stoneman. Er hat aktuell die folgenden drei Varianten (2× Rad, 1× Wandern) für Erwachsene:
- Bike: Länge: 120 Kilometer, Höhenmeter: 4.000 Meter
- Road: Länge: 193 Kilometer, Höhenmeter: 4.700 Meter
- Hike: Länge: 55 Kilometer, Höhenmeter: 3.000 Meter

Der „Stoneman Dolomiti Kids“, als Einsteigervariante für Kinder, besitzt diese beiden Routen:
- Bike: Länge: 14 Kilometer, Höhenmeter: 200 Meter
- Hike: Länge: 6 Kilometer, Höhenmeter: 400 Meter

### Stoneman Miriquidi
Der „Stoneman Miriquidi“, benannt nach einem Synonym für das Erzgebirge, befindet sich in Deutschland (Region Sachsen) und Tschechien (Regionen Karlovarský kraj für die Bike-Variante bzw. Ústecký kraj für die Road-Variante). Dieser grenzüberschreitende Stoneman in der Mittelgebirgsregion des Erzgebirges hat aktuell die folgenden drei Varianten:
- Bike (für Mountainbike): Länge: 162 Kilometer, Höhenmeter: 4.400 Meter (eröffnet im Jahr 2014[6])
- Road (für Rennrad): Länge: 290 Kilometer, Höhenmeter: 4.900 Meter (eröffnet im Jahr 2018)
- Snow (für Backcountry-Ski): Länge: 130,6 km, Höhenmeter: 1.900 Meter (eröffnet im Jahr 2023)

Aufgrund der temporären Schließung der deutsch-tschechischen Grenze infolge der COVID-19-Pandemie wurden zwischen 2020 und 2022 für den Stoneman Miriquidi und den Stoneman Miriquidi Road jeweils Ausweichstrecken in Deutschland für die zeitweise nicht befahrbaren Etappen in Tschechien ausgewiesen. Diese wurden als „C-Edition“ bezeichnet.

### Stoneman Glaciara
Der „Stoneman Glaciara“, benannt nach dem Großen Aletschgletscher in den Alpen, befindet sich in der Schweiz, Region Wallis. Er wurde im Jahr 2017 eröffnet. Der Stoneman Glaciara hat aktuell je eine Variante für Mountainbike und für Wanderer:
- Bike: Länge: 127 Kilometer, Höhenmeter: 4.700 Meter
- Hike: Höhenmeter: 3.150 Meter

### Stoneman Taurista
Der „Stoneman Taurista“, benannt nach den Radstädter Tauern in den Alpen, befindet sich in Österreich, Region Salzburger Land. Er wurde im Jahr 2018 eröffnet mit der folgenden Variante:
- Bike: Länge: 123 Kilometer, Höhenmeter: 4.500 Meter

### Stoneman Arduenna
Der „Stoneman Arduenna“, benannt nach dem Mittelgebirgszug der Ardennen, befindet sich in Belgien, Region Ostbelgien. Er wurde im Jahr 2020 eröffnet mit der folgenden Variante:
- Bike: Länge: 176 Kilometer, Höhenmeter: 3.900 Meter

### Bilder

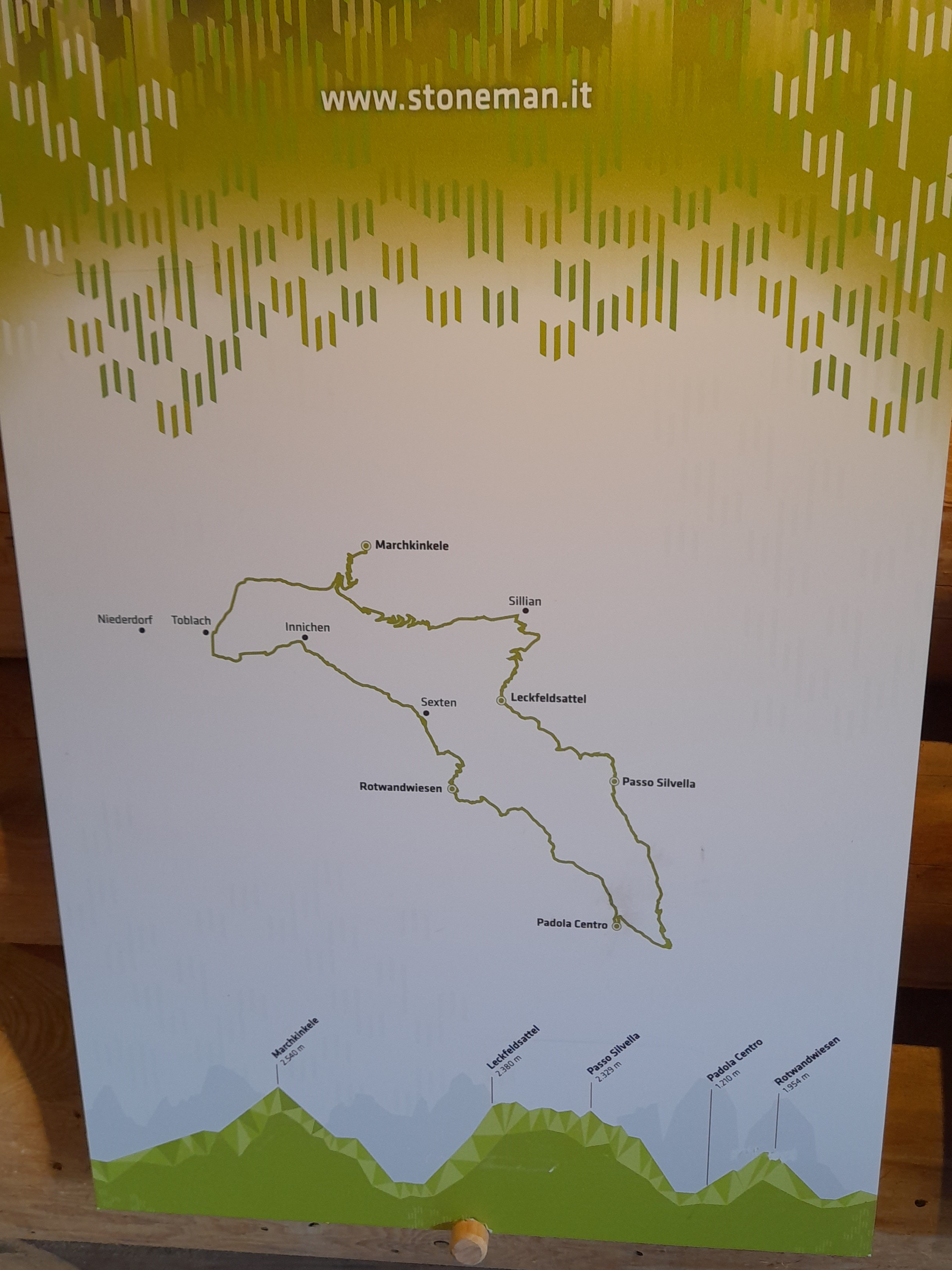
Stoneman Dolomiti, Route
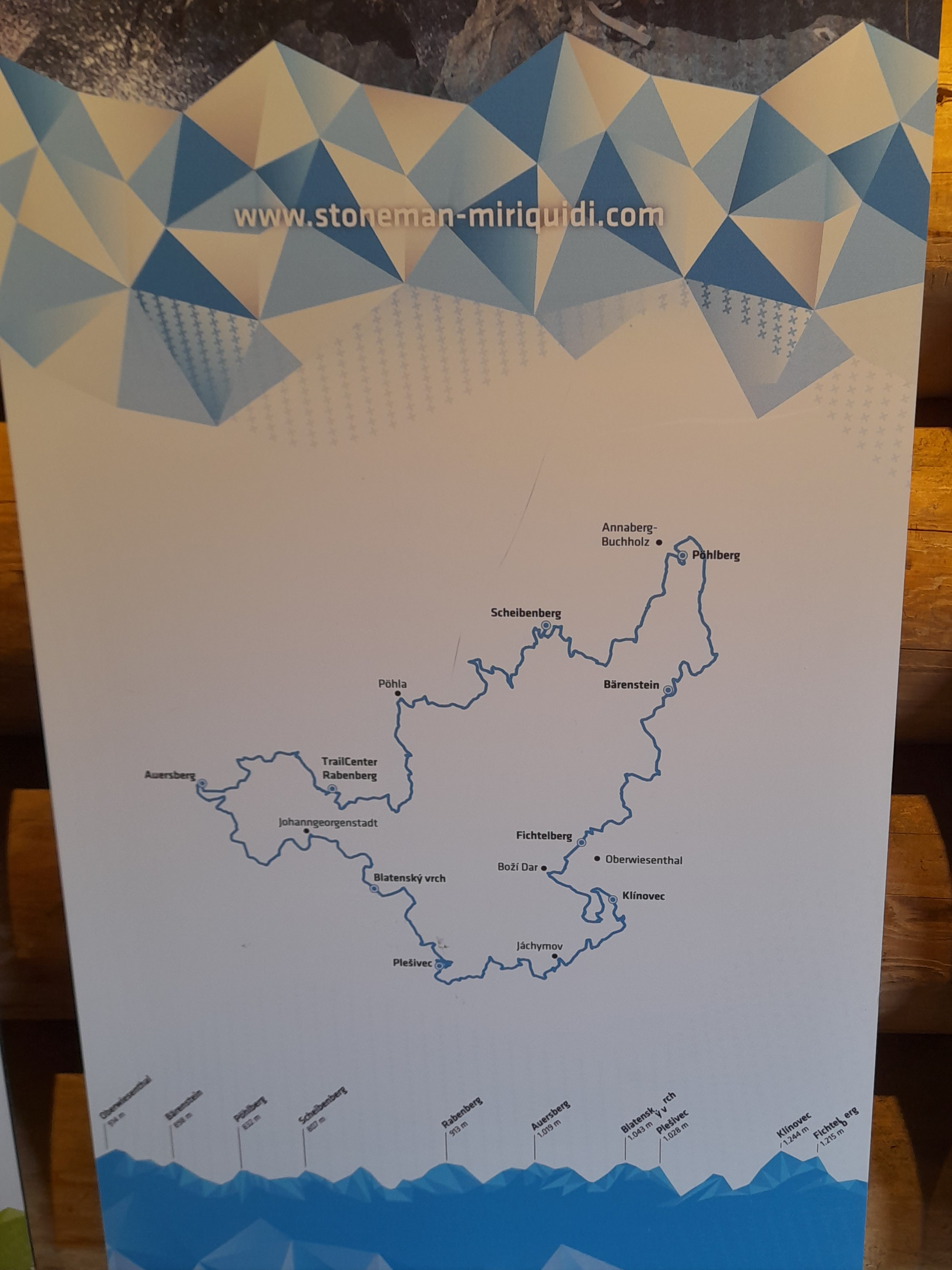
Stoneman Miriquidi, Route.jpg
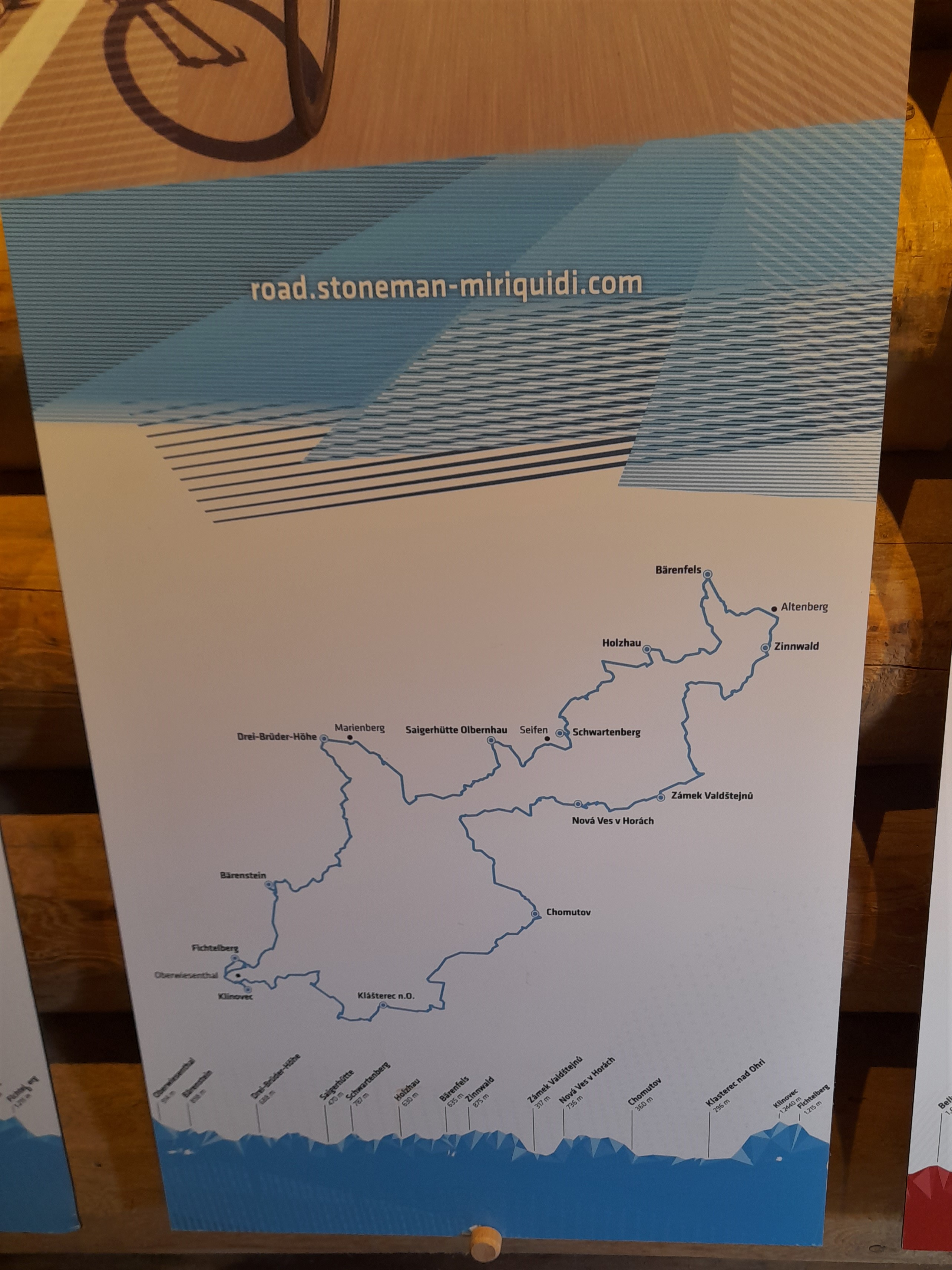
Stoneman Miriquidi Road, Route
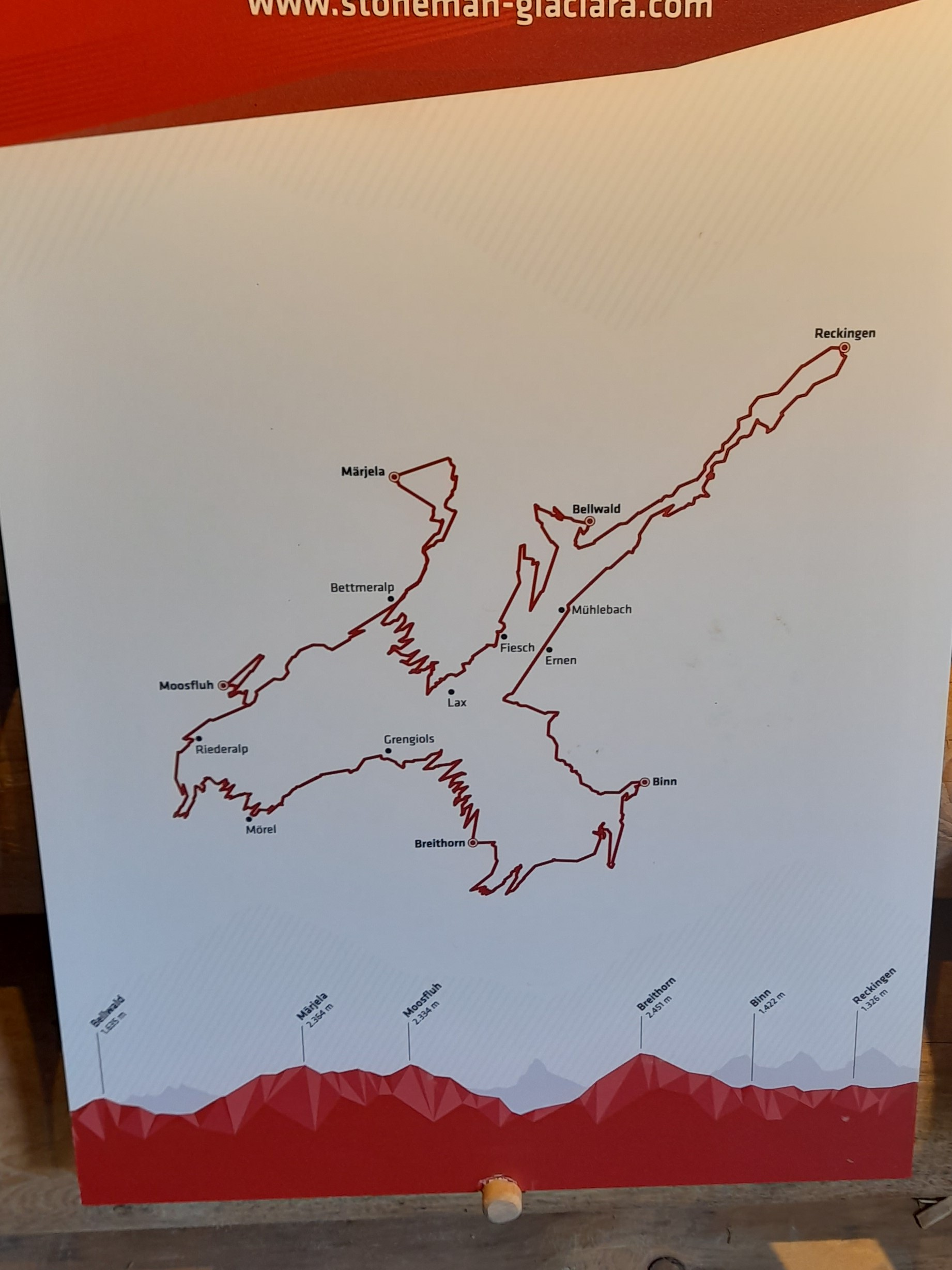
Stoneman Glaciara, Route
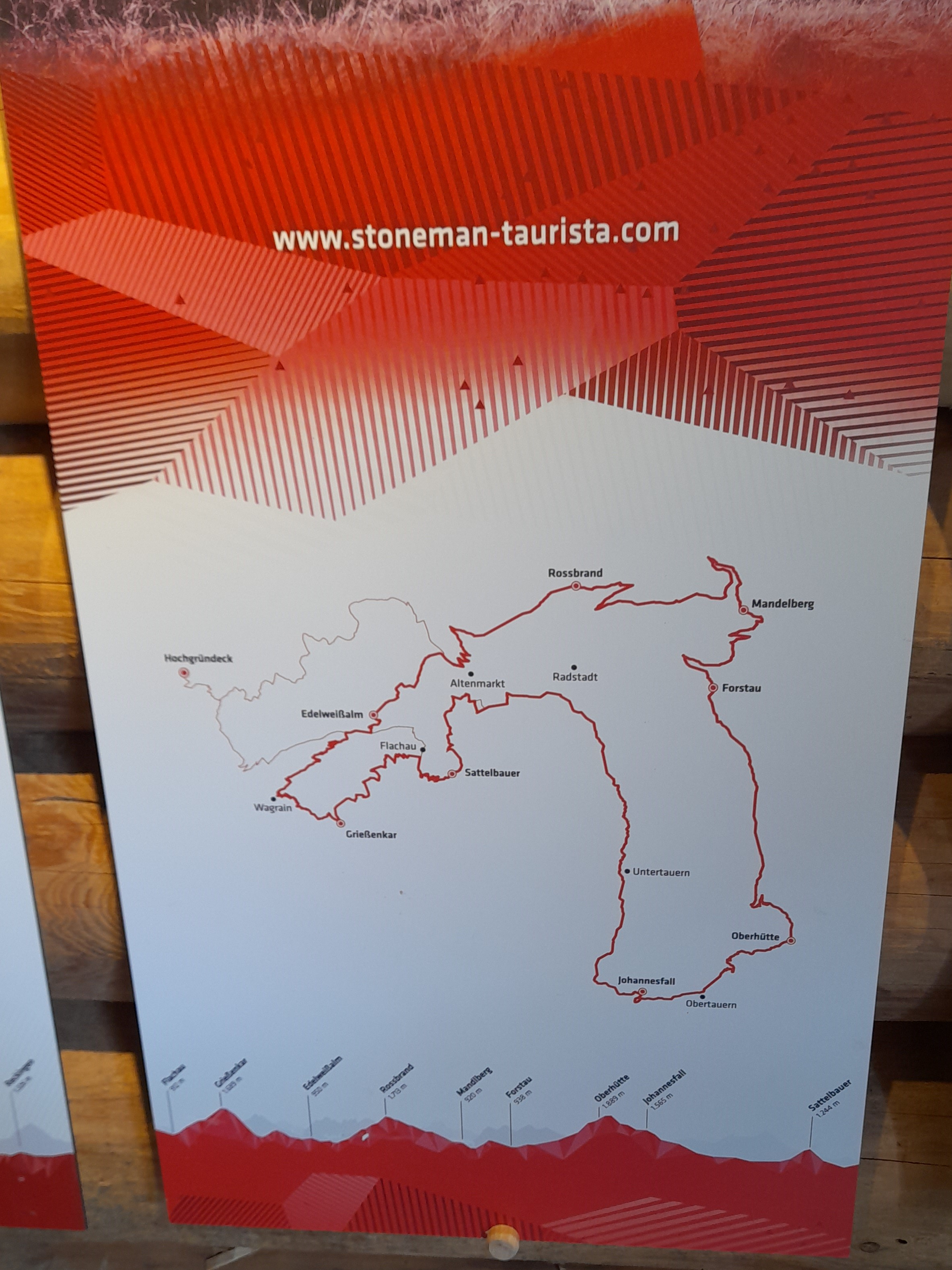
Stoneman Taurista, Route
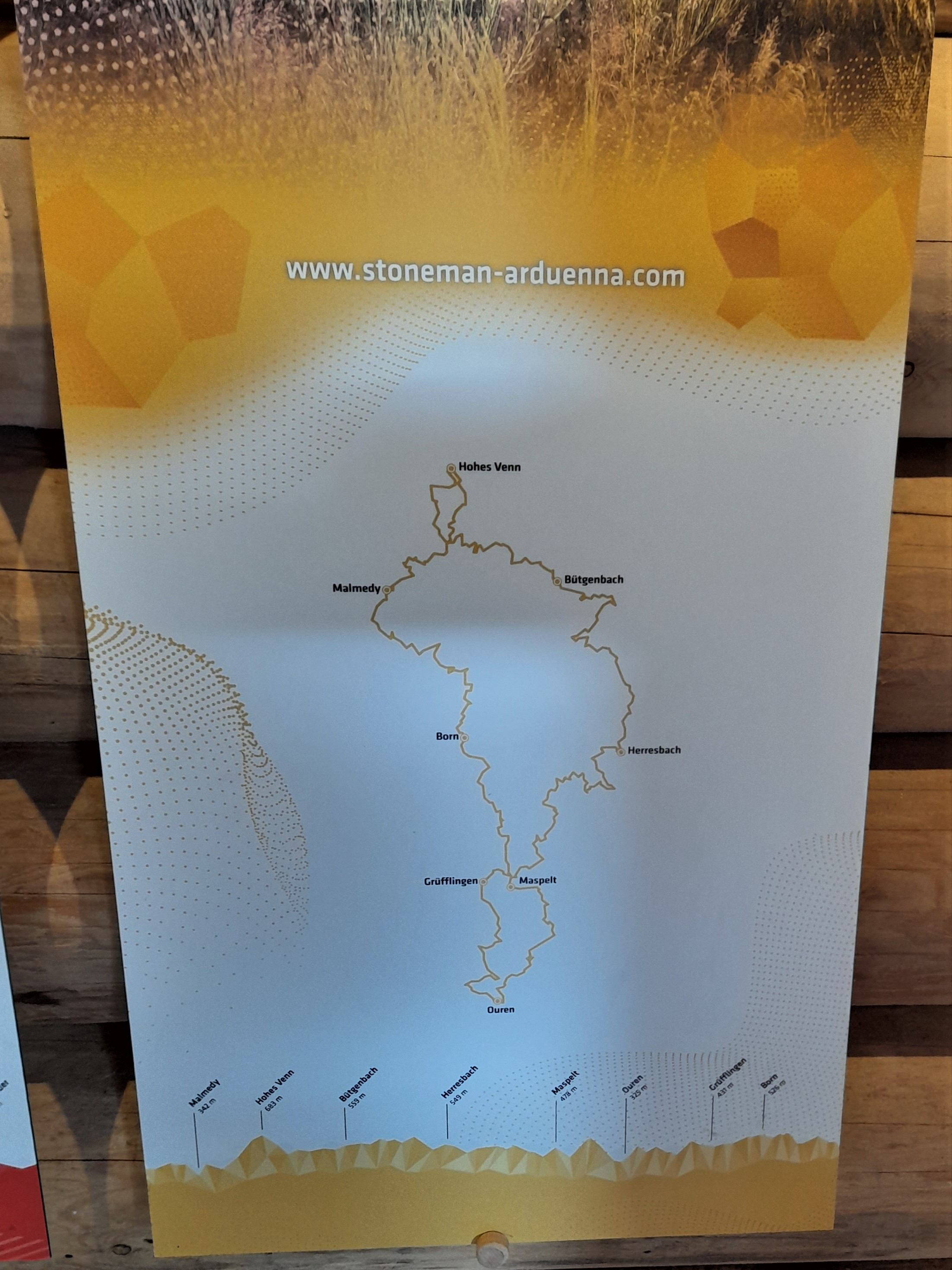
Stoneman Arduenna, Route